# العلاقات البنينية البوليفية
العلاقات البنينية البوليفية هي العلاقات الثنائية التي تجمع بين بنين وبوليفيا.

## مقارنة بين البلدين
هذه مقارنة عامة ومرجعية للدولتين:
| وجه المقارنة                                              | بنين            | بوليفيا                                          |
| --------------------------------------------------------- | --------------- | ------------------------------------------------ |
| المساحة (كم2)                                             | 114.76 ألف      | 1.10 مليون                                       |
| عدد السكان (نسمة)                                         | 11.18 مليون     | 11.05 مليون                                      |
| الكثافة السكانية (ن./كم²)                                 | 97.42           | 10.05                                            |
| العاصمة                                                   | بورتو نوفو      | سوكري، لاباز                                     |
| اللغة الرسمية                                             | لغة فرنسية      | اللغة الإسبانية، اللغة الأيمرية، كتشوا، غوارانية |
| العملة                                                    | فرنك غرب أفريقي | بوليفاريو بوليفي                                 |
| الناتج المحلي الإجمالي (بليون دولار)                      | 9.27 مليار      | 37.51 مليار                                      |
| الناتج المحلي الإجمالي (تعادل القوة الشرائية) بليون دولار | 22.38 مليار     | 74.58 مليار                                      |
| الناتج المحلي الإجمالي الاسمي للفرد دولار أمريكي          | 762             | 3.08 ألف                                         |
| الناتج المحلي الإجمالي للفرد دولار أمريكي                 | 2.03 ألف        | 6.63 ألف                                         |
| مؤشر التنمية البشرية                                      | 0.480           | 0.662                                            |
| رمز المكالمات الدولي                                      | +229            | +591                                             |
| رمز الإنترنت                                              | .bj             | .bo                                              |
| المنطقة الزمنية                                           | ت ع م+01:00     | 00                                               |

## منظمات دولية مشتركة
يشترك البلدان في عضوية مجموعة من المنظمات الدولية، منها:
| علم المنظمة | اسم المنظمة                        | تاريخ انضمام بنين | تاريخ انضمام بوليفيا |
| ----------- | ---------------------------------- | ----------------- | -------------------- |
|             | الاتحاد البريدي العالمي            | ?                 | ?                    |
|             | مؤسسة التنمية الدولية              | 16 سبتمبر 1963    | 21 يونيو 1961        |
|             | منظمة حظر الأسلحة الكيميائية       | ?                 | ?                    |
|             | منظمة التجارة العالمية             | ?                 | 12 سبتمبر 1995       |
|             | الأمم المتحدة                      | 20 سبتمبر 1960    | 14 نوفمبر 1945       |
|             | وكالة ضمان الاستثمار متعدد الأطراف | 26 سبتمبر 1994    | 3 أكتوبر 1991        |
|             | منظمة الشرطة الجنائية الدولية      | ?                 | ?                    |
|             | مؤسسة التمويل الدولية              | 5 فبراير 1987     | 20 يوليو 1956        |
|             | الاتحاد الدولي للاتصالات           | 1961              | 1 يونيو 1907         |
|             | البنك الدولي للإنشاء والتعمير      | 10 يوليو 1963     | 27 ديسمبر 1945       |
|             | يونسكو                             | 18 أكتوبر 1960    | 13 نوفمبر 1946       |

## وصلات خارجية
- موقع وزارة الخارجية البوليفية